# Rolls Royce Ghost (2021)
La Rolls-Royce Ghost (2021) è un'autovettura di lusso prodotta dalla casa automobilistica inglese Rolls-Royce dal 2021